# Ligne d'Échauffour à Bernay
La ligne d'Échauffour à Bernay est une ancienne ligne de chemin de fer française, se trouvant dans les départements de l'Orne et de l'Eure.
Elle fut ouverte le 22 décembre 1881.
À Échauffour, la ligne s'embranchait sur la ligne de Sainte-Gauburge à Mesnil-Mauger, si bien que les trains de ligne d'Échauffour à Bernay n'avaient pas pour terminus (ou origine) Échauffour mais allaient jusqu'à (ou partaient de) Sainte-Gauburge, nœud ferroviaire important de l'époque.

## Histoire
Le 16 décembre 1875, la ligne est déclarée d'utilité publique. Une loi du 14 juin 1878 autorise le ministère des Travaux publics à entamer les travaux de construction de cette ligne. 
Le 22 décembre 1881, la ligne ouvre. Elle est cédée par l'État à la Compagnie des chemins de fer de l'Ouest par une convention signée entre le ministre des Travaux publics et la compagnie le 17 juillet 1883. Cette convention est approuvée par une loi le 20 novembre suivant.
Le 15 mai 1938, le service des voyageurs est supprimé. La ligne est par la suite déclassée en plusieurs étapes :
- le 24 mai 1960,  entre Échauffour et Montreuil-Cernières ;
- le 14 janvier 1972, entre Montreuil-Cernières et La Trinité-de-Réville (PK 27,450 à 30,300)[4] ;
- le 11 juillet 1994, entre La Trinité-de-Réville et Bernay[5].

## Plan de la ligne
Voir schéma de ligne.